# Pizzighettone
Pizzighettone é uma comuna italiana da região da Lombardia, província de Cremona, com cerca de 6.766 habitantes. Estende-se por uma área de 32 km², tendo uma densidade populacional de 211 hab/km². Faz fronteira com Camairago (LO), Cappella Cantone, Cavacurta (LO), Cornovecchio (LO), Crotta d'Adda, Formigara, Grumello Cremonese ed Uniti, Maleo (LO), San Bassano.

## Demografia
| Variação demográfica do município entre 1861 e 2011                               |
|                                                                                   |
| Fonte: Istituto Nazionale di Statistica (ISTAT) - Elaboração gráfica da Wikipedia |